# Giovanni Battista Lombardi
Giovanni Battista Lombardi, né le 24 novembre 1822 à Rezzato et mort le 9 mars 1880 à Brescia, est un sculpteur italien.

## Biographie
Giovanni Battista Lombardi commence son apprentissage à l’Ecole d’Ornementation et d’Architecture (Scuola di Ornato e Architettura) de Rezzato, sa ville natale. À partir de 1845, il fréquente l’Académie des Beaux-Arts de Brera (Accademia di Belle Arti di Brera) à Milan, ainsi que l’atelier du sculpteur Lorenzo Vela, frère aîné du sculpteur Vincenzo Vela. En 1852, la comtesse Marietta Mazzuchelli Longo intervient en faveur de son inscription à l’Académie de Saint-Luc (Accademia di San Luca) à Rome, et son introduction dans l’atelier du sculpteur Pietro Tenerani.
En 1872, son épouse Emilia Filonardi meurt à l’âge de vingt-neuf ans. Leur fils Adolfo est alors âgé de six ans. En 1878, Lombardi est gravement malade et retourne à Brescia avec son fils. Il meurt à Brescia le 9 mars 1880.

## Œuvres
- 1852-1872 : Monument au Comte Annibale Maggi, dans le Cimetière monumental de Brescia
- 1856 : Monument à Federico Dossi Rota, dans le Cimetière monumental de Brescia
- 1859 : 
  - Monument au Miniaturiste Giambattista Gigola, dans le Cimetière monumental de Brescia
  - Monument de la Famille Maggi Via, dans le Cimetière monumental de Brescia
- 1860 : Suzanne à la fontaine, sculpture, marbre
- 1860-1864 : Monument aux Victimes des Dix jours de Brescia de 1849, à Brescia, Piazza della Loggia
- 1861 : Monument de la Famille Pitozzi-Baggi, dans le Cimetière monumental de Brescia
- 1864 : Ruth, sculpture, marbre
- 1869 : 
  - Femme voilée, sculpture, marbre[1]
  - Susanna, sculpture, marbre[2]
- 1872 : Monument à Emila Filonardi, dans le Cimetière communal monumental de Campo Verano, à Rome
- 1873 : Suzanne surprise au bain, sculpture, marbre
- 1874 : Obédience, sculpture, marbre
- 1875 : La Modestie, sculpture, marbre